# Gendarmerie maritime
Ne doit pas être confondu avec les Brigades nautiques et fluviales.
La Gendarmerie maritime est une composante de la gendarmerie nationale française qui relève du directeur général de la gendarmerie nationale ainsi que du chef d'état-major de la Marine nationale pour ce qui concerne l'emploi de la gendarmerie maritime dans le domaine de sa spécialisation. La gendarmerie maritime fait partie de la nouvelle fonction garde-côte créée en 2010 et placée sous l'autorité du secrétariat général de la mer. Son effectif compte environ 1 100 militaires et elle dispose d'une trentaine de patrouilleurs et vedettes répartis sur tout le littoral ainsi que d'une dizaine d'embarcations pneumatiques armées par les brigades de surveillance du littoral.

## Histoire
La Gendarmerie Maritime tire ses origines du corps des prévôts et archers de Marine, dont on trouve l'origine dès 1337. C'est en 1627 que son rôle est défini comme : 
« Elle a le devoir de faire la police de la Marine, de saisir et juger les coupables, de connaître les crimes de piraterie et autres commis par les marins français »
Le premier texte de loi définissant les rôles du corps sera produit en 1648 : 
« Ils feront leurs chevauchées par les côtes et les grèves et ports de nos mers nettoieront icelles de voleurs et pirates, poursuivront déserteurs des armées navales, leur feront procès avec pouvoir de main forte pour l'exécution               des arrêts et commissions amenées du fait de la Marine. »
Après la Révolution française, la maréchaussée devient la Gendarmerie Nationale, et le  corps des prévôts et archers de Marine, qui est renommé pour l'occasion en Gendarmerie des Ports et des Arsenaux. Le terme "Gendarmerie Maritime" ne deviendra officiel que sous le règne de Louis-Philippe Ier par une ordonnance publiée le 19 juin 1832, et la Gendarmerie Maritime sera officiellement rattachée à la Marine Nationale plutôt qu'à la Gendarmerie Nationale. La Gendarmerie Maritime sera re-rattachée à la Gendarmerie Nationale en 1926, re-rattachée à la Marine Nationale en 1935, puis re-rattachée en 1970 à la Gendarmerie Nationale.

## Missions
La Gendarmerie maritime assure :
- des missions de sauvegarde maritime et de police générale dans les eaux territoriales et la ZEE, sous l'autorité du préfet maritime ;
- des missions de police judiciaire sous l'autorité du procureur de la République ;
- des missions de protection-défense des établissements de la Marine à terre ;
- des missions d'assistance aux personnes en danger.

## Recrutement
Le recrutement se fait sur la base du volontariat après l’obtention du Certificat d'Aptitude Technique (CAT, pour les sous-officiers notamment) au cours des deux années qui suivent la sortie d'école, où plus rarement dès la sortie de l'école si le nouveau gendarme présente des aptitudes techniques (permis bateau, qualifications, brevets militaires etc.) et/ou a un certain intérêt pour le monde maritime. Les gendarmes adjoints volontaires, sous-officiers et officiers peuvent intégrer cette spécialité au cours de leurs contrats ou de leurs carrières.
Les Gendarmes adjoints volontaires peuvent être affectés dès leur sortie d'école en Gendarmerie maritime.

## Organisation
Commandée depuis le 1er juillet 2023 par le général Régis Blanchard, assisté d'un état-major implanté à Houilles, la gendarmerie maritime, dont l'effectif en 2020 est de 1 157 personnes (dont 350 réservistes parmi lesquels quelques spécialistes de l'économie bleue) est articulée en 3 groupements, 7 compagnies et 75 unités (brigades de recherches, brigades de surveillance du littoral, pelotons de sûreté des zones protégées, pelotons de surveillance d'intervention et de renfort, peloton de sûreté maritime et portuaire. — Le Havre et Marseille/Port-de-Bouc, patrouilleurs, vedettes côtières de surveillance maritime) dont la répartition géographique est la suivante[Quand ?] :
| \| 250 km1:9 730 000 État-Major Groupement Compagnie Unité(s) \| |
| 250 km1:9 730 000 État-Major Groupement Compagnie Unité(s)       |

- Métropole :
  - groupement de la Manche et de la Mer du Nord à Cherbourg (2 compagnies : Le Havre et Calais[5])
    - 1 patrouilleur côtier de gendarmerie (PCG) (Armoise)
    - 5 vedettes côtières de surveillance maritime (VCSM) (Dunkerque, Boulogne sur Mer, Dieppe, le Havre, Calais)

  - groupement de l'Atlantique à Brest (3 compagnies : Brest-arrondissement, Ile Longue et Lorient) ;
    - 1 patrouilleur côtier de gendarmerie (PCG) (Géranium)
    - 9 vedettes côtières de surveillance maritime (VCSM) (Saint-Malo, Roscoff (création 2021), Brest(2), Concarneau, Pornichet, Les Sables-d'Olonne, La Rochelle, Anglet)

  - groupement de la Méditerranée à Toulon (2 compagnies : Marseille et Toulon) ;
    - 1 patrouilleur côtier de gendarmerie (PCG) (Jonquille)
    - 8 vedettes (Port-Vendres, Gruissan, Sète, Marseille, Toulon, Saint-Raphaël, Nice, Ajaccio)

  - section de recherches de la gendarmerie maritime (unité de police judiciaire) à Houilles
    - détachement de la section de recherches de Cherbourg
    - détachement de la section de recherches de Brest
    - détachement de la section de recherches de Toulon

  - peloton de Paris à Houilles (sous l'autorité directe de l'état major) ;
  - centre national d'instruction de la gendarmerie maritime (CNIGM) à Toulon.

- Outre-mer :

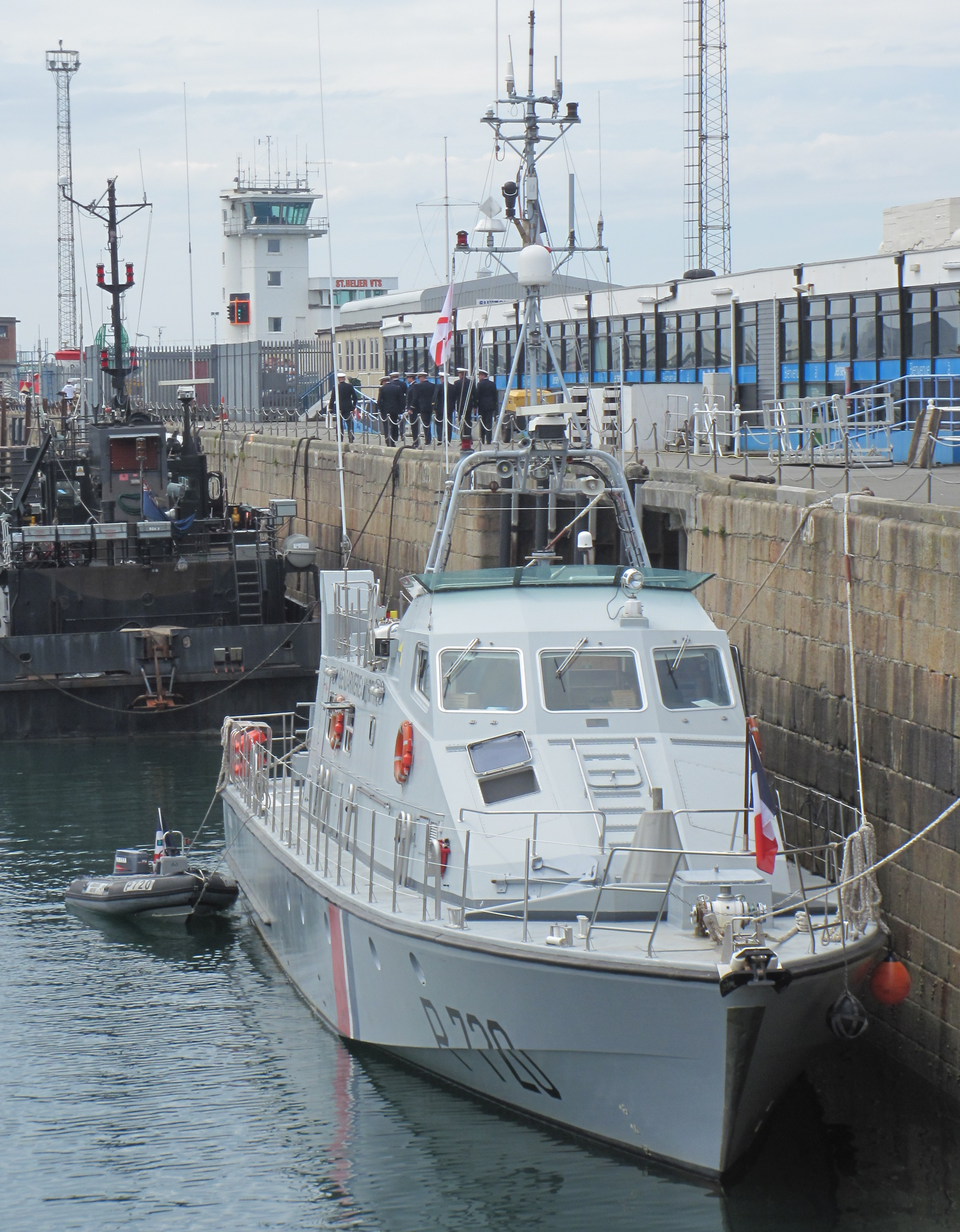
Le patrouilleur côtier de gendarmerie maritime Géranium P720 en 2013.

  - Guadeloupe : 1 patrouilleur côtier de gendarmerie maritime (PCG) (Violette P722) ;
  - Guyane : 2 vedettes côtières de surveillance maritime (VCSM) (Mahury à Dégrad des Cannes et Organabo à Kourou) ;
  - Réunion : 1 brigade de surveillance du littoral (BSL) (Port-des-Galets) ;
  - Polynésie Française : 1 patrouilleur côtier de gendarmerie maritime (PCG) (Jasmin) ;
  - Nouvelle-Calédonie : 1 vedette côtière de surveillance maritime (VCSM) (Dumbéa) et 1 brigade de base navale ;
  - Mayotte : 2 vedettes côtières de surveillance maritime (VCSM) (Odet) et (Verdon).

### Groupements

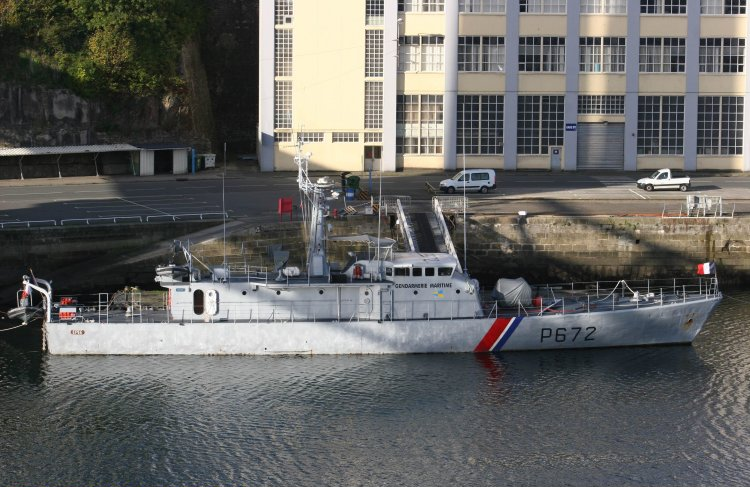
Le patrouilleur Epée (P672) amarré à Brest, dans la Penfeld. Désarmé le 23 5 2008.

- Groupement de la Manche et de la Mer du Nord (Cherbourg) ;
- Groupement de l'Atlantique (Brest) ;
- Groupement de la Méditerranée (Toulon).

### Compagnies
- 2 compagnies dépendent du Groupement de la Manche et de la Mer du Nord (Le Havre et Calais) ;
- 3 compagnies dépendent du Groupement de l'Atlantique (Brest-arrondissement, Île Longue et Lorient) ;
- 2 compagnies dépendent du Groupement de la Méditerranée (Toulon et Marseille) ;
- Le peloton de gendarmerie maritime de Paris est implanté à Houilles et dépend directement de l'état-major ;
- Le Centre National d'instruction de la Gendarmerie Maritime (CNIGM) est situé à Toulon.

Des moyens sont également mis en œuvre dans les DOM et les TOM.

### Pelotons de sûreté maritime et portuaire
Les pelotons de sûreté maritime et portuaire (PSMP) sont des unités de la Gendarmerie maritime spécialisés dans les interventions maritimes et dans les ports français. Ils sont l'équivalent des Pelotons de surveillance et d'intervention de la Gendarmerie (PSIG) à terre, d'autant plus que les PSMP recrutent souvent des gendarmes issues de ces unités, mais aussi des Pelotons d'Interventions (PI) de la Gendarmerie mobile.
Il existe 6 PSMP dans des ports civils (Dunkerque, Calais, Le Havre, Nantes, Port-de-Bouc et Marseille-Joliette) ainsi que 3 PSMP dans des ports militaires (Cherbourg, Brest, Toulon).
Les PSMP réalisent une large diversité de missions :
- des missions de prévention (audits d’évaluation pour les plans de sûreté portuaire, contrôle des installations portuaires, etc.):
- des missions d’action (ciblage, escorte de navires sensibles et contrôle des navires d’intérêt): Ils ont également à leur charge les « Équipes de protection des navires à passagers » (EPNAP), mais aussi les « Équipes de sécurisation des navires à passagers » (ESNAP). Cette tâche consiste à escorter et à sécuriser des bâtiments, du type vedette à passagers voir ferries, lors de leurs nombreuses liaisons vers les destinations touristiques du littoral[8]. Les équipes d'abordages sont composées de 5 à 6 gendarmes renforcés par un officier de police judiciaire afin d'assurer la sécurité des passagers. Les PSMP servent de primo-intervenant lors d'un événement de crise en mer, tels qu'un acte de piraterie ou une tuerie de masse. Toutefois, ils laissent ensuite la place, si besoin, aux GIGN ou aux commandos marine[6].

Afin de réaliser leurs missions les PSMP ont à leurs disposition : 
- d’une équipe cynophile ;
- de plongeurs spécialistes des explosifs ;
- d’une vedette de surveillance maritime et portuaire (VSMP) de 13 mètres ;
- d’une embarcation de sûreté maritime et portuaire (ESMP) de 9,5 mètres ;
- et enfin d’un semi-rigide de 6,5 mètres.

## Moyens nautiques

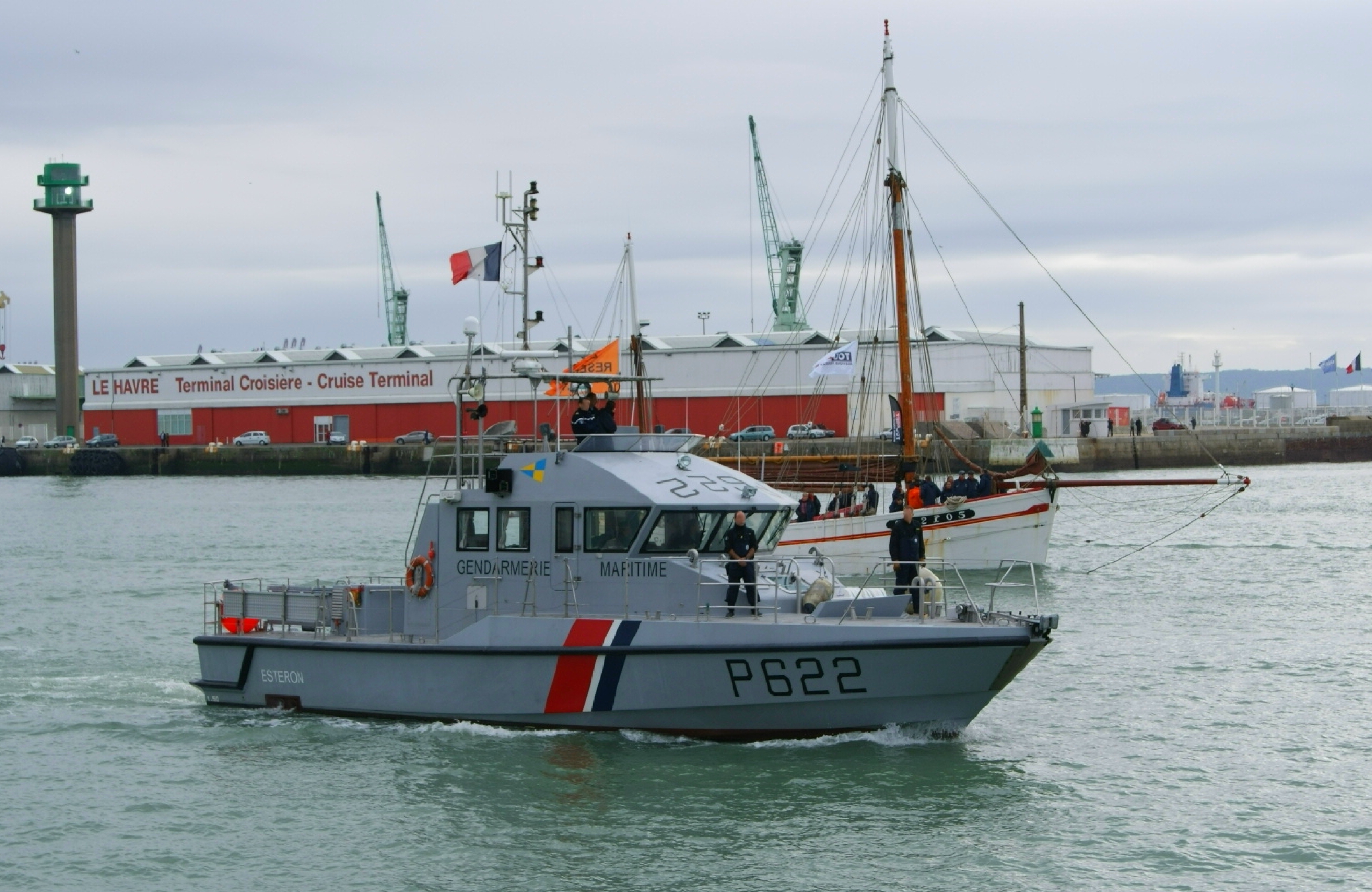
La vedette côtière de surveillance maritime Esteron (P622), dans le port du Havre.

Au 16 mars 2021, elle dispose des navires suivants :
- 5 patrouilleurs côtiers de gendarmerie (PCG) de 32 mètres: Armoise (P719) à Cherbourg, Géranium (P720) à Lorient, Violette (P722) à Pointe-à-Pitre, Jonquille (P721) à Toulon, Jasmin (P723) à Papeete.
- 24 vedettes côtières de surveillance maritime (VCSM) de 20 mètres ;
- 2 vedettes de surveillance côtière de 14 mètres ;
- 8 vedettes de sûreté maritime et portuaires (VSMP) de 11 mètres livrées en 2011 par le chantier naval UFAST de Quimper;
- 9 embarcations de sûreté maritime et portuaire (ESMP) de 9 mètres avec deux moteurs hors-bord de 300cv;

auxquels s'ajoutent :
- 10 embarcations pneumatiques dans les brigades de surveillance du littoral ;
- 32 embarcations pneumatiques sur les patrouilleurs et les vedettes.

### Grades
Les fourreaux des militaires de la Gendarmerie maritime présente une ancre surmontée de la grenade Gendarmerie.

#### Officiers
| Code OTAN         | OF-1           | OF-2          | OF-3            | OF-4               | OF-5        | OF-6               |
| Fourreau d'épaule |                |               |                 |                    |             |                    |
| Grade             | Lieutenant     | Capitaine     | Chef d'escadron | Lieutenant-colonel | Colonel     | Général de brigade |
| Abréviation       | LTN            | CNE           | CEN             | LCL                | COL         | GBR                |
| Appellation       | Mon lieutenant | Mon capitaine | Mon commandant  | Mon colonel        | Mon colonel | Mon général        |

Les grades de sous-lieutenant  et d'aspirant  sont inexistants au sein de la gendarmerie maritime. Il y a un officier général à la tête de la gendarmerie maritime.

#### Sous-officiers (hors maréchal des logis)
| Code OTAN         | OR-5     | OR-6                    | OR-8         | OR-9              | OR-9  |
| Fourreau d'épaule |          |                         |              |                   |       |
| Grade             | Gendarme | Maréchal des logis Chef | Adjudant     | Adjudant-chef     | Major |
| Abréviation       | GND      | MDC                     | ADJ          | ADC               | MAJ   |
| Appellation       | Gendarme | Chef                    | Mon adjudant | Mon adjudant-chef | Major |

Le grade de gendarme sous contrat  n'est pas courant au sein de la gendarmerie maritime, ce choix d'affectation étant rarement proposé aux sous-officiers en sortie d'école, sauf exception pour les sportifs de la défense et dans certains cas pour les anciens gendarmes adjoints volontaires ayant servi en gendarmerie maritime et déjà titulaires de qualifications spécifiques comme le brevet de plongeur de bord, le stage d’électricien ou mécanicien embarqué, ou encore le brevet de pilote d’embarcation gendarmerie.

#### Gendarmes adjoints volontaires
| Code OTAN         | OR-1                          | OR-2                           | OR-3      | OR-4           | OR-5               |
| Fourreau d'épaule |                               |                                |           |                |                    |
| Grade             | Gendarme Adjoint de 2e classe | Gendarme Adjoint de 1er classe | Brigadier | Brigadier-chef | Maréchal des logis |
| Abréviation       | GA2                           | GA1                            | BRI       | BRC            | MDL                |
| Appellation       | Par le nom                    | Par le nom                     | Brigadier | Brigadier-chef | Maréchal des logis |

Les militaires du rang et les maréchaux des logis de la gendarmerie maritime (formant le Corps des Gendarmes adjoints volontaires) portent des chevrons de grade de couleur bleue et or (contrairement aux images d'illustrations). Quant à eux, les militaires du rang de la marine nationale ont des chevrons de couleur rouge pour les matelots et les quartiers-maîtres. Le grade de maréchal des logis est, comme celui de second maître, un grade de sous-officier. Seuls le service de Santé, l'Armée de Terre et la Gendarmerie ont des sous-officiers volontaires des Armées, du grade de sergent ou maréchal des logis, suivant l'entité. Seule l'Armée de l'Air et de l'Espace et les autres Corps militaires mentionnés ci-avant ont des caporaux chefs (ou grades équivalents) volontaires des Armées. Pour information, le grade appelé "quartier maître mexicain", trois chevrons rouges et un or, correspond à un quartier maître comptabilisant 10 ans d'ancienneté, donc un engagé volontaire et non un volontaire des armées. Ce grade n'existe plus. Son correspondant est celui de caporal-chef ou brigadier-chef de première classe dans la seule l'Armée de Terre, qui est représenté par deux chevrons de couleur or ou argent puis un de la couleur de l'Arme (rouge, vert, bleu, etc.) et un liseré or ou argent sur le dessus de l'ensemble. Ce galon est porté après onze ans de service.

## Armement

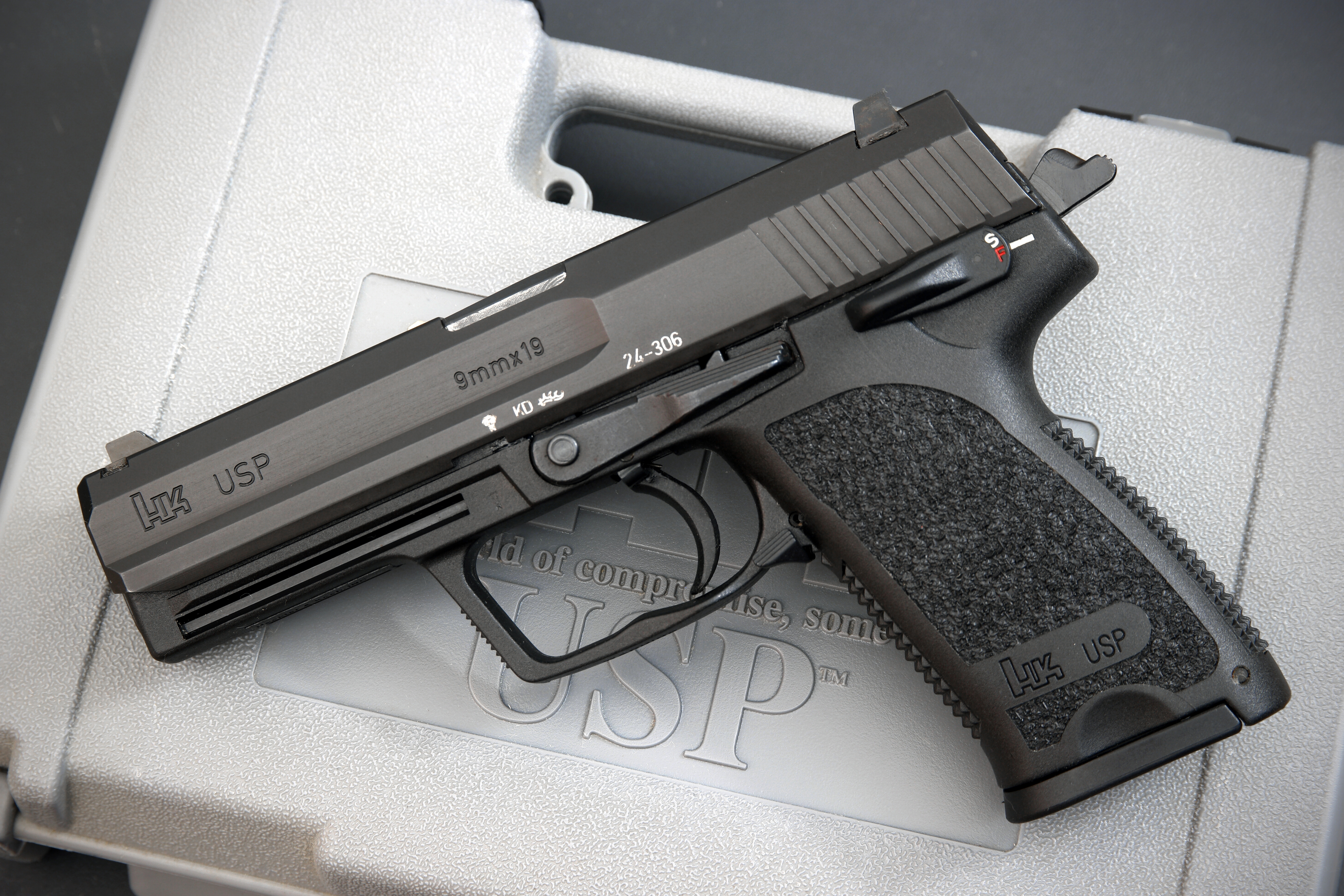
HK USP Compact (Marine) (9mm)

L'USP Compact est l'arme de poing réglementaire dans la Gendarmerie maritime. Il est en train d'être remplacé par le GLOCK 17 (GEN.4).
Des mitrailleuses lourdes de 12,7 mm et légères de 7,62 mm sont installées sur les bâtiments navals.
Certaines unités, dont les brigades et les Pelotons de Sûreté Maritime et Portuaire (PSMP), utilisent des fusils HK416/FAMAS (5,56 mm), des pistolets mitrailleurs HK UMP9 (9mm) ou des fusils à pompe Valtro PM5 (cal.12) pour leurs missions de sûreté maritime et de protection-défense.

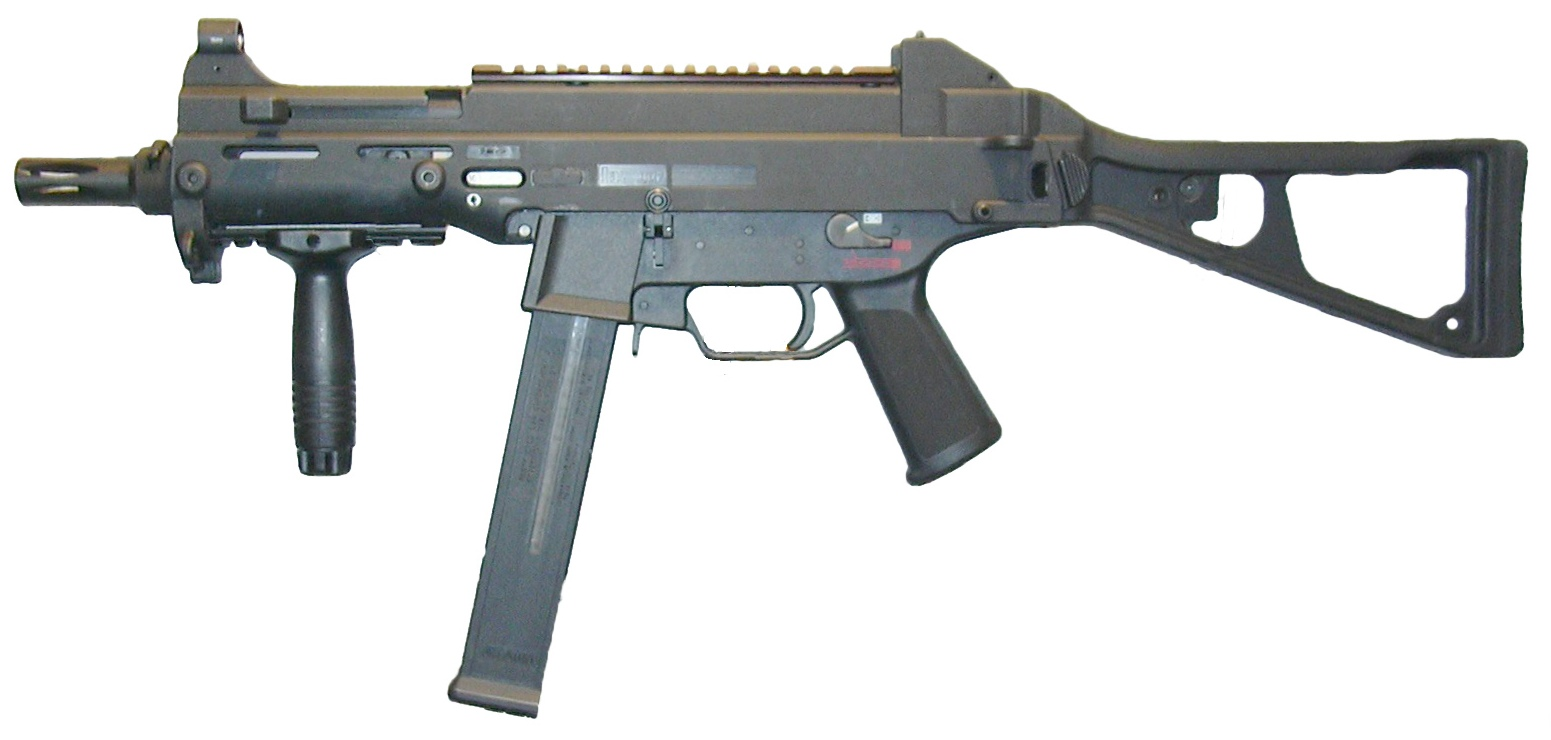
HK UMP9 (9mm)

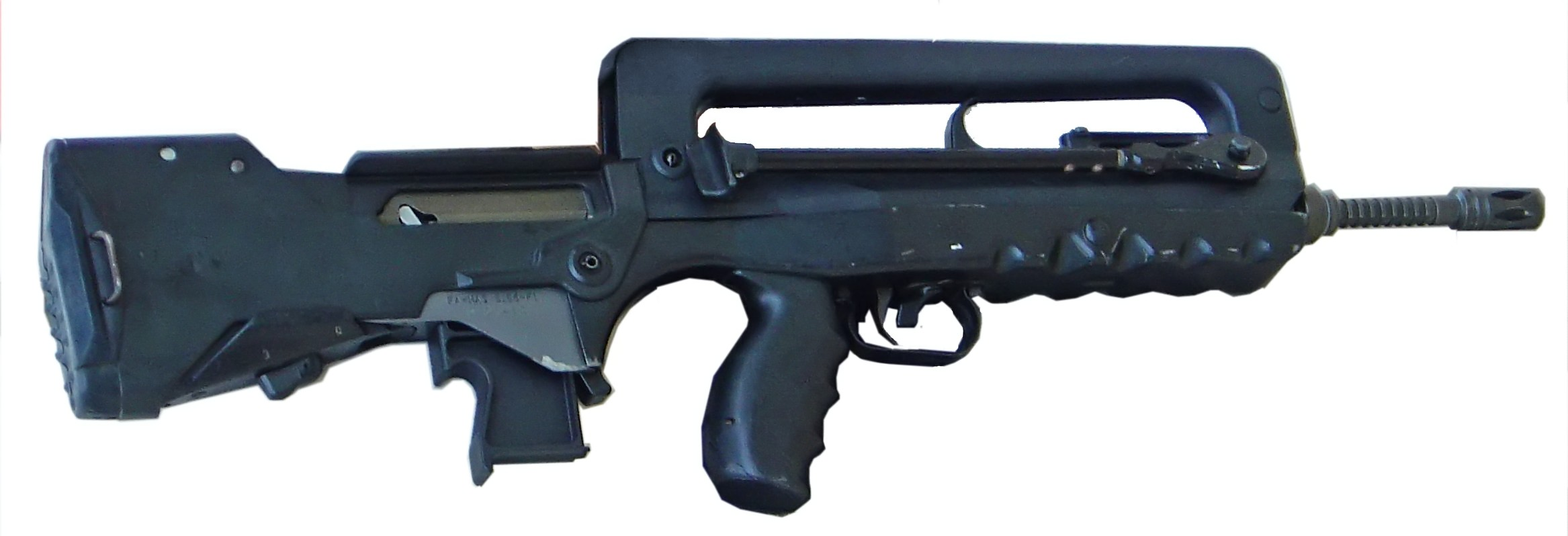
FAMAS (5,56mm)

Les militaires de la gendarmerie maritime sont équipés de l'armement standard en dotation dans la Gendarmerie :
- Bâton de Protection télescopique (BPT)
- Aérosol de défense individuel de type gaz lacrymogène
- Gilet pare balles à port discret
- Pistolet à impulsion électrique (Taser) X26
- Lanceur de balle de défense (LBD)
- Gaz lacrymogène (Diffuseur et grenade mp7)
- Grenade de désencerclement (DMP)
- Bouclier antiémeute
- Gilet pare-balles lourd